# Il declino dell'impero americano
Il declino dell'impero americano è un film del 1986 diretto da Denys Arcand.
È un film che fotografa l'edonismo della società moderna - possibile indicatore di un mondo in declino - tramite dialoghi serrati tra i protagonisti. Candidato all'Oscar al miglior film in lingua straniera, è stato presentato nella Quinzaine des Réalisateurs al 39º Festival di Cannes.

## Trama
Stato del Québec. Un gruppo d'amici, intellettuali e professionisti, si trova in una casa di campagna a preparare una cena, discorrendo di sesso, affari e avventure personali; altrettanto fanno un gruppo di mogli in una palestra, e ben presto le storie si intrecciano. La sera i due gruppi si ricongiungono, ma non i loro sogni di libertà sessuale: i discorsi si fanno più seri e parlare di sesso diventa scomodo.

## Sequel
Diciassette anni dopo, il regista darà un seguito a questo film, girando Le invasioni barbariche, in cui alla "morte" della società seguirà l'addio alla vita di uno dei protagonisti.

## Riconoscimenti
- Festival di Cannes 1986
  - Premio FIPRESCI